# Barbula umtaliensis
Barbula umtaliensis là một loài Rêu trong họ Pottiaceae. Loài này được Magill mô tả khoa học đầu tiên năm 1979.